# Eupithecia bicubitata
Eupithecia bicubitata là một loài bướm đêm trong họ Geometridae.